# Fritz Schillmann
Fritz Schillmann (* 28. April 1940) ist ein ehemaliger deutscher Handballspieler und -trainer. Er wurde mit dem TSV Grün-Weiß Dankersen Deutscher Meister.

## Karriere
Schillmann spielte bis 1966 beim VfL Wittingen und wechselte dann zum TSV Grün-Weiß Dankersen. Somit war er sowohl zu Beginn der Handball-Bundesliga als auch zu Beginn der Feldhandball-Bundesliga ein Jahr später als Spieler dabei. Auf dem Feld wurde Schillmann mit Dankersen Deutscher Meister 1967 und nahm im folgenden Jahr am erstmals ausgetragenen Europapokal teil. Auch hier war er am Titelgewinn und der späteren Titelverteidigung maßgeblich beteiligt. Im November 1969 wechselte er zurück zum VfL Wittingen, wo er während der drei Jahre beim TSV wohnhaft blieb und zu jedem Training und Spiel pendelte.
In Wittingen wurde er Spielertrainer und trainierte später sowohl die Frauen- als auch die Männermannschaft des VfL Wolfsburg.
Schillmann debütierte am 16. Januar 1964 in Münster für die Nationalmannschaft der Bundesrepublik Deutschland gegen die Niederlande. Insgesamt absolvierte er acht Länderspiele für die Auswahl, in denen er 15 Tore erzielte. Unter anderem nahm er an der Weltmeisterschaft 1964 in der Tschechoslowakei teil. Für die deutsche B-Nationalmannschaft traf er zehnmal in vier Spielen.

## Erfolge
- Deutscher Meister (1): 1967
  - Deutscher Vizemeister (1): 1969
- Feldhandball-Europapokalsieger (2): 1968 und 1969